# Suspensura

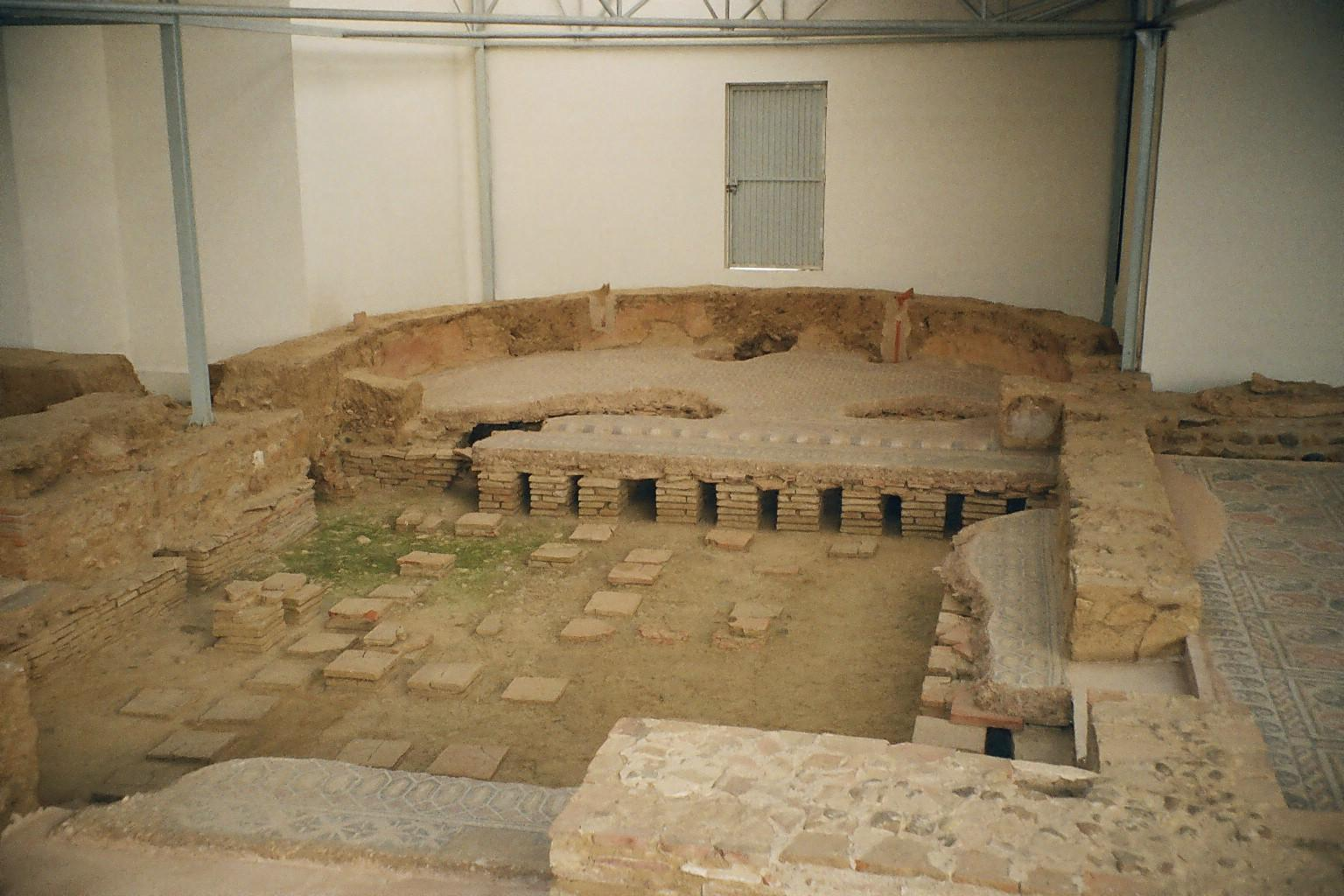
Villa romana a Saldaña, visibili le basi delle suspensure nello spazio vuoto sottostante il pavimento (ancora intatto nell'esedra)

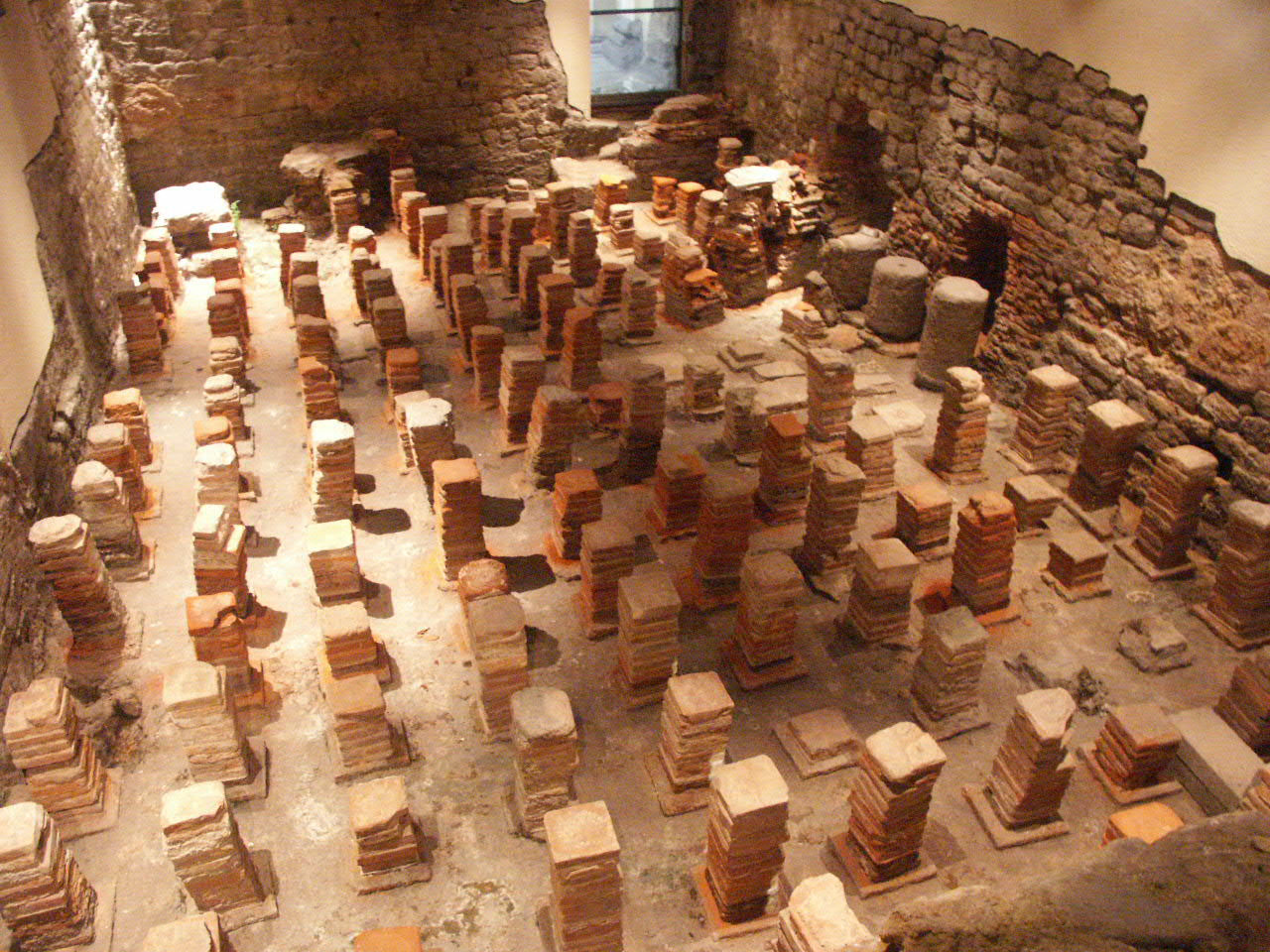
Suspensure al di sotto del calidario presso Bath, Gran Bretagna

Nell'Antica Roma una suspensura era un piccolo pilastro a base quadrata utilizzato come sostegno del pavimento rialzato di ville o di edifici pubblici.

## Storia
Le suspensure erano formate da mattoni quadrati sovrapposti in modo da costituire delle pilae alte di solito circa 50 cm. Vitruvio (I secolo a.C.) le descrisse associate agli ipocausti dei calidari termali ("suspensura caldariorum") la cui invenzione veniva attribuita a Sergio Orata (fine del II-inizi del I secolo a.C.). Come strutture portanti, le pilae di mattoni delle suspensure non saranno più utilizzate a partire dal II secolo d.C..